# Vincent Colliat
Pas d'image ? Cliquez ici

a Compétitions nationales et continentales officielles uniquement.

b Matchs officiels uniquement.
Dernière mise à jour le 16 mai 2025.
Vincent Colliat, né le 2 février 1989, est un joueur français de rugby à XV évoluant au poste de talonneur.
Sélectionné en équipe de France des moins de 20 ans pour affronter l'Irlande pour le tournoi des 6 Nations à Ahtlone en Irlande le 6 novembre 2009, puis l'Écosse à Chalon-sur-Saône le 13 novembre 2009.

## Palmarès

### En club
- Champion de France de Pro D2 : 2011 et 2014 avec le Lyon OU.